# Gérard-Georges Lemaire
Pour les articles homonymes, voir Lemaire.
Gérard-Georges Lemaire, né le 18 juillet 1948 à Paris, est un écrivain, traducteur, historien de l'art et directeur de collection français.

## Biographie
Gérard-Georges Lemaire fait des études à l’Institut d'art et d'archéologie et à l’École pratique des hautes études ; il est titulaire d'une licence d’histoire de l'art, d'une maîtrise de philosophie (esthétique), et d'un diplôme d'études supérieures en sciences de l’art de l'université Panthéon-Sorbonne (Paris-I).
Outre les livres et les articles dont il est auteur ou co-auteur, il est traducteur, directeur de collection (« Connections », chez Flammarion à partir de 1974, puis « Les Derniers Mots » chez Christian Bourgois) et commissaire d'exposition.
Il publie chez Christian Bourgois dans la collection « Les Derniers Mots », des ouvrages traduits ou préfacés par lui-même :
- Domaine anglo-saxon : Kathy Acker, Max Beerbohm, William S. Burroughs, E. M. Forster, John Giorno, Henry James, Anna Kavan, Simon Lane, Wyndham Lewis, Gertrude Stein, Stefan Themerson, William Carlos Williams[1].
- Domaine italien : Gabriele D'Annunzio, Massimo Bontempelli, Carlo Emilio Gadda, Giorgio Manganelli, Filippo Tommaso Marinetti, Mario Praz, Patrizia Runfola, Alberto Savinio, Giani Stuparich[1].

Il est de 1996 à 2009 directeur littéraire de la revue Verso Arts et Lettres.
Il est producteur à France Culture et professeur émérite de l'Académie des beaux-arts de Brera à Milan (chaire de l'histoire de la critique d'art).

## Œuvres

### Ouvrages en français
- Le Colloque de Tanger I & II, Christian Bourgois, 1976 & 1980
- Pictura loquens, Christian Bourgois, 1986
- Les Mots en liberté futuristes, Jacques Damase, 1986
- Le Salon, 1988
- Les Préraphaélites, 1989
- Un thé au Bloomsbury, Henri Veyrier, 1990
- Telve, Christian Bourgois, 1992
- Une histoire de l'Institut français de Prague (chapitre « Prague sur Seine : Une avant-guerre cubiste » pp. 135-142), Prague, Les Cahiers de la Štěpánská, 1993
- Futurisme, éditions du Regard, 1995
- Les Cafés littéraires, La Différence, 1996
- Théories des cafés, éditions de l’IMEC/éditions Éric Koehler, 1997
- Cafés d’artistes à Paris (photographies de Martin H. M. Schreiber), Plume, 1998  (ISBN 978-2-8411-0083-5)
- Cafés d’autrefois, Plume, 2000  (ISBN 978-2-8411-0130-6)
- L'Univers des orientalistes, Place des Victoires, 2001, 2e édition 2016  (ISBN 978-2-8099-1323-1)
- Kafka et Kubin, La Différence, 2002  (ISBN 978-2-7291-1425-1)
- Métamorphoses de Kafka, éditions Éric Koehler/Musée du Montparnasse, 2002
- Franz Kafka à Prague (photographies d'Hélène Moulonguet), éditions du Chêne, 2002  (ISBN 978-2842773755)
- Le Goût de Prague, Mercure de France, 2003
- Le Goût de Vienne, Mercure de France, 2003
- Le Goût de Trieste, Mercure de France, 2003
- Histoire du Salon de peinture, Klincksieck, 2004  (ISBN 978-2-252-03375-3)
- Beat Generation : une anthologie, Al Dante, 2004  (ISBN 978-2-8476-1046-8)
- Kafka, coll. « Folio Biographies », Gallimard, 2005  (ISBN 978-2-07-030668-8)
- Histoire de la critique d'art (coll. « 50 questions »), Klincksieck, 2018  (ISBN 978-2-252-04124-6)[4]
- Colloque de Tanger, Anthologie, cipM, 2013[1]

### Traductions
- William Seward Burroughs, Trilogie / La Machine molle / Le ticket qui explosa / Nova Express, Christian Bourgois, 2011

## Expositions
Il est commissaire de plusieurs dizaines d'expositions parmi lesquelles :
- « Métamorphoses de Kafka Paris/Prague » à Paris dans le cadre d'une Saison tchèque à Paris en 2002[5]
- « Vie, mort et miracles de Karel Čapek » à Nantes en 2010[6]